# Lophosia erythropa
Lophosia erythropa là một loài ruồi trong họ Tachinidae.